# Frontera entre Azerbaiyán e Irán
La frontera entre Azerbaiyán e Irán es el lindero internacional que separa a Azerbaiyán, al norte, de Irán, al sur.

## Geografía

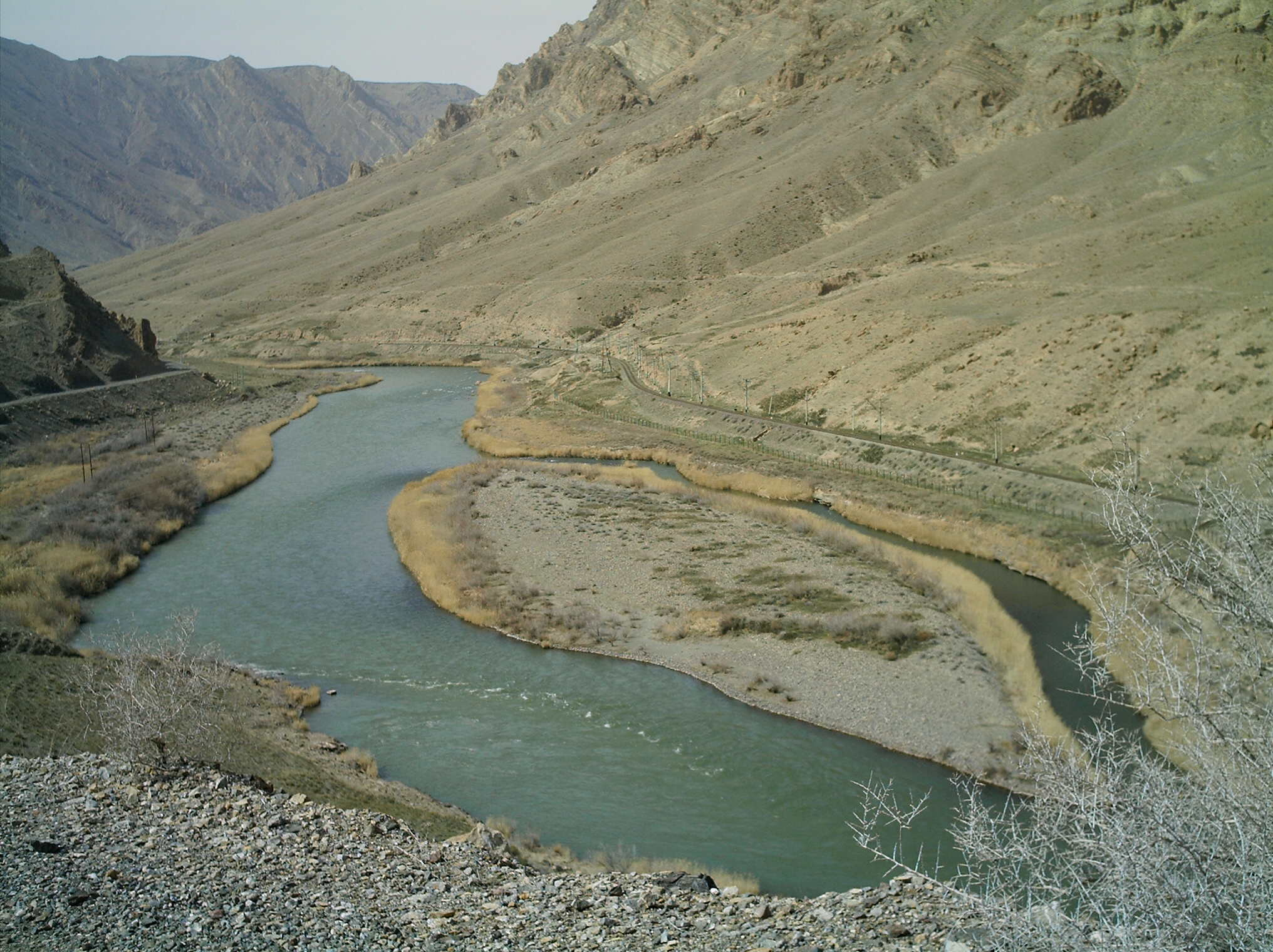
Río Aras sobre la frontera (Irán a izquierda, Najicheván a la derecha).

Como la república autónoma azerí de Najicheván está aislada del resto de Azerbaiyán por Armenia, la frontera terrestre entre ambos países está constituida dos fragmentos diferentes:
- Su sección oriental tiene una langitud de 432 km km. Inicia sobre la ribera del mar Caspio al nivel de la ciudad iraní de Astara (38° 26' 33" N, 48° 52' 43" E) y prosigue hacia el noroeste para coger el río Araks al sur de la ciudad azerí de Bir May (39° 44' 48" N, 47° 57' 32" E). Luego toma el río en dirección suroeste hasta el territorio armenio (38° 52' 06" N, 46° 32' 05" E).[3]

- La frontera está interrumpida unos 35 km por aquella que separa a Armenia e Irán, igualmente a lo largo del Aras.

- Retoma el rumbo al oeste (38° 50' 41" N, 46° 08' 25" E) de la localidad armenia de Agarak. Luego toma nuevamente el río, que lo separa del exclave azerí de Najicheván, y termina 179 km más al oeste, en el trifinio formado con las fronteras Irán-Turquía por un lado, y Turquía-Azerbaiyán por otro lado (39° 38' 19" N, 44° 48' 26" E).

## Historia
El trazado de la frontera tiene su origen en las conquistas realizadas por el Imperio ruso en detrimento del Imperio persa al principio de los siglos XIX y XIX, y aceptados por los tratados de Gulistán (1813) y de Turkmenchay (1828).
Constituyó desde entonces una parte de la frontera entre el Imperio ruso, después la Unión Soviética, y el Imperio persa, después Irán. El trazado actual resulta de la disolución de la Unión Soviética en 1991 y de la independencia de Azerbaiyán.